# أل ريس
أل ريس (بالإنجليزية: Al Reiss)‏ هو لاعب كرة قاعدة أمريكي، ولد في 8 يناير 1909 في إليزابيث في الولايات المتحدة، وتوفي في 13 مايو 1989 في ريد بانك (نيوجيرسي) في الولايات المتحدة.

## وصلات خارجية
- أل ريس على موقعبيزبول رفرنس.كوم (الدوري الرئيسي) (الإنجليزية)
- أل ريس على موقعبيزبول رفرنس.كوم (الدوري الثانوي) (الإنجليزية)